# Franz Bernreiter
Franz Bernreiter (Bärnzell, 13 de febrero de 1954) es un deportista alemán que compitió para la RFA en biatlón.
Participó en los Juegos Olímpicos de Lake Placid 1980, obteniendo una medalla de bronce en la prueba por relevos. Ganó una medalla de plata en el Campeonato Mundial de Biatlón de 1981.

## Palmarés internacional
| Juegos Olímpicos   | Juegos Olímpicos             | Juegos Olímpicos  | Juegos Olímpicos |
| Año                | Lugar                        | Medalla           | Prueba           |
| ------------------ | ---------------------------- | ----------------- | ---------------- |
| 1980               | Lake Placid (Estados Unidos) | Medalla de bronce | Relevos          |
| Campeonato Mundial |                              |                   |                  |
| Año                | Lugar                        | Medalla           | Prueba           |
| 1981               | Lahti (Finlandia)            | Medalla de plata  | Relevos          |